# Anton von Cetto
Anton von Cetto (Zweibrücken, 7 marzo 1756 – Monaco di Baviera, 23 marzo 1847) è stato un diplomatico, giurista e nobile tedesco.

## Biografia

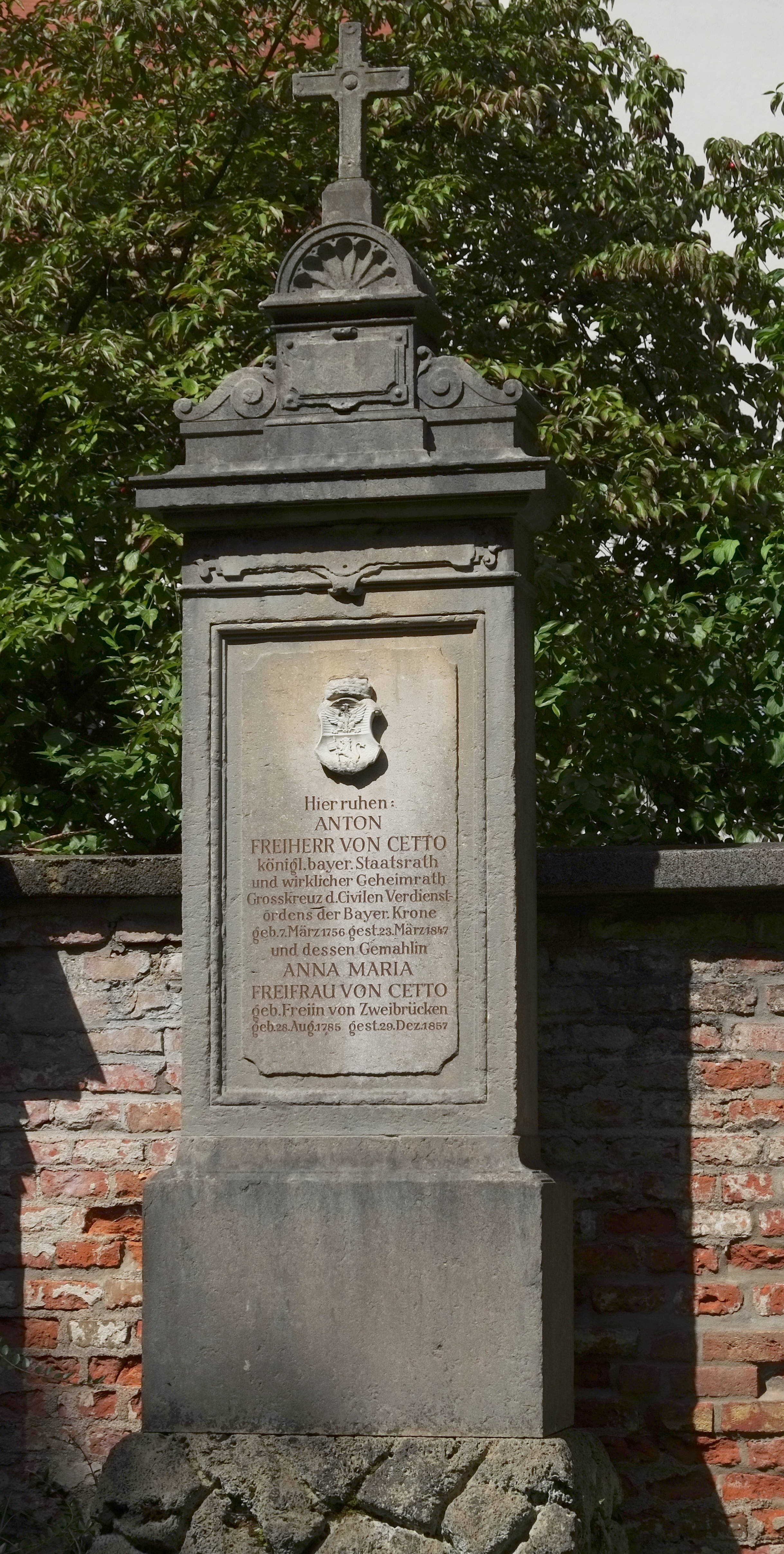
Monumento funebre di Anton von Cetto nel Alter Südfriedhof di Monaco di Baviera.

Anton von Cetto era figlio del banchiere e uomo d'affari Franz Anton Cetto, di antica famiglia di origini comasche che aveva ottenuto il cavalierato ereditario nel XVIII secolo. Dopo aver studiato legge e scienze politiche alle università di Würzburg e Gottinga, entrò nel servizio civile della baviera nel 1776 all'età di 20 anni sotto il governo di Carlo II Augusto del Palatinato-Zweibrücken come avvocato governativo. Trasferitosi nel dipartimento degli affari esteri, nel 1777 venne promosso segretario.
Divenne segretario privato di Johann Christian von Hofenfels, ministro degli esteri del Palatinato-Zweibrücken e già nel 1780 venne promosso assessore di governo, consigliere governativo nel 1781, nel 1784 consigliere di legazione, nel 1785 consigliere di legazione reale e nel 1792 consigliere di governo e del consiglio segreto.
Dopo la morte di Hofenfels nel 1787, Cetto e il barone Maximilian von Montgelas assunsero de facto la gestione della politica estera del Palatinato-Zweibrücken sotto il formale ministero di Ludwig von Esebeck.
Nell'estate del 1795, il duca Massimiliano Giuseppe inviò Cetto a Basilea come diplomatico per conto del Palatinato-Zweibrücken per dare iniziò ai negoziati particolari con la Francia. Nel settembre del 1796, Cetto venne inviato a Parigi sempre per conto del Palatinato-Zweibrücken. Dal 1808 fu nuovamente ambasciatore bavarese presso la corte francese di Parigi, dove rimase fino al 1813. A Monaco di Baviera venne nel frattempo nominato consigliere di Stato, ma dopo che Montgelas venne destituito dalla sua carica nel 1817, lui, Aretin e il conte Taxis vennero pure dimessi. Poco dopo, Cetto si ritirò a vita privata.
Nel 1784 sposò Marie Anne Henriette Cazin (1767-1811), figlia dell'editore e direttore di banca Hubert Martin Cazin, dalla quale ebbe due figli: August (1786-1879) e Henriette (1788-1848). Nel 1813, dopo la morte della prima moglie, si sposò con la baronessa Marianna del Palatinato-Zweibrücken (1785-1857), figlia del barone Guglielmo del Palatinato-Zweibrücken, di un ramo morganatico della famiglia reale di Baviera. Nel 1812 venne elevato al rango di barone ereditario ed acquistò il castello e la tenuta di Alteglofsheim.
August von Cetto (1794–1879), ambasciatore bavarese a Londra, era suo figlio, mentre suo nipote Anton Wilhelm von Cetto (1835–1906) fu ambasciatore bavarese presso la Santa Sede.